# Akot
Akot é uma cidade e um município no distrito de Akola, no estado indiano de Maharashtra.

## Geografia
Akot está localizada a 21° 06′ N, 77° 04′ L. Tem uma altitude média de 345 metros (1131 pés).

## Demografia
Segundo o censo de 2001, Akot tinha uma população de 80,796 habitantes. Os indivíduos do sexo masculino constituem 52% da população e os do sexo feminino 48%. Akot tem uma taxa de literacia de 71%, superior à média nacional de 59.5%; com 55% para o sexo masculino e 45% para o sexo feminino. 15% da população está abaixo dos 6 anos de idade.